# Südafrikanische Cricket-Nationalmannschaft gegen Afghanistan in der Saison 2024/25
Die Tour der südafrikanischen Cricket-Nationalmannschaft gegen Afghanistan in der Saison 2024/25 fand vom 18. bis zum 22. September 2024 in den Vereinigten Arabischen Emirate statt. Die internationale Cricket-Tour war Bestandteil der Internationalen Cricket-Saison 2024/25 und umfasste drei ODIs. Afghanistan gewann die Serie mit 2–1.

## Vorgeschichte
Afghanistan bestritt zuvor eine Tour gegen Neuseeland, für Südafrika war es die erste Tour der Saison. Es war das erste Aufeinandertreffen der beiden Mannschaften bei einer Tour. Jedoch stand sie von südafrikanischer Seite aus auf Grund der Menschenrechtssituation in Afghanistan, vor allem im Bereich der Frauenrechte, in der Kritik.

## Stadion
Das folgende Stadion wurde für die Tour als Austragungsort vorgesehen.
| Stadion                             | Stadt   | Kapazität | Spiele      |
| ----------------------------------- | ------- | --------- | ----------- |
| Sharjah Cricket Association Stadium | Sharjah | 27.000    | 1. – 3. ODI |

## Kaderlisten
Südafrika benannte seinen Kader am 9. September 2024.
Afghanistan benannte seinen Kader am 12. September 2024.
| ODI | ODI |
| Afghanistan | Südafrika |
| --- | --- |
| - Hashmatullah Shahidi (K) - Rahmat Shah (VK) - Fareed Ahmad - Ikram Alikhil (wk) - Fazalhaq Farooqi - Allah Mohammad Ghazanfar - Rahmanullah Gurbaz (wk) - Riaz Hassan - Rashid Khan - Nangialai Kharoti - Abdul Malik - Mohammad Nabi - Gulbadin Naib - Azmatullah Omarzai - Darwish Rasooli - Bilal Sami - Naveed Zadran | - Temba Bavuma (K) - Ottniel Baartman - Nandre Burger - Bjorn Fortuin - Tony de Zorzi - Reeza Hendricks - Aiden Markram - Wiaan Mulder - Lungi Ngidi - Nqaba Peter - Andile Phehlukwayo - Andile Simelane - Jason Smith - Tristan Stubbs (wk) - Kyle Verreynne (wk) - Lizaad Williams |

## One-Day Internationals

### Erstes ODI in Sharjah
| 18. September Scorecard | Sharjah | Südafrika 106 (33.3)              | – | Afghanistan 107-4 (26) |
|                         |         | Afghanistan gewinnt mit 6 Wickets |   |                        |

Südafrika gewann den Münzwurf und entschied sich als Schlagmannschaft zu beginnen. Für sie erzielte Eröffnungs-Batter Tony de Zorzi und der ihm folgende Kyle Verreynne 10 Runs. Daraufhin etablierte sich Wiaan Mulder, an dessen Seite Bjorn Fortuin 16 Runs erreichte. Mulder verlor sein Wicket nach einem Fifty über 52 Runs, woraufhin kurz darauf das Innings mit einer Vorgabe von 107 Runs endete. Beste afghanische Bowler waren Fazalhaq Farooqi mit 4 Wickets für 35 Runs und Allah Mohammad Ghazanfar mit 3 Wickets für 20 Runs. Für Afghanistan formte Eröffnungs-Batter Riaz Hassan mit dem vierten Schlagmann Hashmatullah Shahidi. Hassan gelangen 16 Runs, woraufhin Azmatullah Omarzai aufs Spiel kam. Shahidi erzielte ebenfalls 16 Runs und der hineinkommende Gulbadin Naib konnte dann zusammen mit Omarzai die Vorgabe im 26. Over einholen. Naib erreichte dabei 34* Runs und Omarzai 25* Runs. Bester südafrikanischer Bowler war Bjorn Fortuin mit 2 Wickets für 22 Runs. Als Spieler des Spiels wurde Fazalhaq Farooqi ausgezeichnet.

### Zweites ODI in Sharjah
| 20. September Scorecard | Sharjah | Afghanistan 311-4 (50)           | – | Südafrika 134 (34.2) |
|                         |         | Afghanistan gewinnt mit 177 Runs |   |                      |

Afghanistan gewann den Münzwurf und entschied sich als Schlagmannschaft zu beginnen. Für Afghanistan begannen Rahmanullah Gurbaz und Riaz Hassan. Hassan erreichte 29 Runs, woraufhin Rahmat Shah aufs Feld kam. Gurbaz schied nach einem Century über 105 Runs aus 110 Bällen aus und wurde durch Azmatullah Omarzai ersetzt. Shah gelang ein Fifty über 50* Runs und nachdem Mohammad Nabi 13 Runs erzielte beendete Omarzai mit einem ungeschlagenen Fifty über 86* Runs das Innings, womit die Vorgabe für Australien auf 312 Runs anstieg. Die südafrikanischen Wickets erzielten Aiden Markram, Lungi Ngidi, Nandre Burger und Nqabayomzi Peter. Für Südafrika bildeten die Eröffnungs-Batter Temba Bavuma und Tony de Zorzi eine Partnerschaft. Bavuma erzielte 38 Runs und wurde gefolgt durch Reeza Hendricks. Nachdem de Zorzi nach 31 Runs ausgeschieden war kam Aiden Markram ins Spiel. Hendricks gelangen 17 Runs, jedoch konnte sich an der Seite von Markram kein weiterer Spieler etablieren. Kurz nachdem Markram nach 21 Runs sein Wicket verlor fiel auch das letzte Wicket des Spiels, ohne dass Südafrika die Vorgabe gefährden konnte. Beste afghanische Bowler waren Rashid Khan mit 5 Wickets für 19 Runs und Nangeyalia Kharote mit 4 Wickets für 26 Runs. Als Spieler des Spiels wurde Rashid Khan ausgezeichnet.

### Drittes ODI in Sharjah
| 22. September Scorecard | Sharjah | Afghanistan 169 (34)            | – | Südafrika 170-3 (33) |
|                         |         | Südafrika gewinnt mit 7 Wickets |   |                      |

Afghanistan gewann den Münzwurf und entschied sich als Schlagmannschaft zu beginnen. Für Afghanistan formte Eröffnungs-Batter Rahmanullah Gurbaz zusammen mit dem vierten Schlagmann Hashmatullah Shahidi eine Partnerschaft. Shahidi erreichte 10 Runs und Gurbaz schied nach einem Fifty über 89 Runs aus. Ihm folgte Allah Mohammad Ghazanfar, der bis zum Fall des letzten Wicket des Innings 31* runs erreichte und damit die Vorgabe auf 170 Runs erhöhte. Beste südafrikanische Bowler mit jeweils zwei Wickets waren Andile Phehlukwayo (für 17 Runs), Lungi Ngidi (für 22 Runs) und Nqabayomzi Peter (für 22 Runs). Für Südafrika begannen Tony de Zorzi und Temba Bavuma. Bavuma erreichte 22 Runs und wurde gefolgt durch Reeza Hendricks. Nachdem de Zorzi 26 Runs erzielte kam Aiden Markram aufs Feld und Hendricks wurde nach 18 Runs durch Tristan Stubbs ersetzt. Markram und Stubby konnten dann im 33. Over die Vorgabe einholen. Markram erreichte dabei ein Fifty über 69* Runs und Stubby 26* Runs. Die afghanischen Wickets erzielten Fareed Ahmad, Mohammad Nabi und Allah Mohammad Ghazanfar. Als Spieler des Spiels wurde Rahmanullah Gurbaz ausgezeichnet.

## Auszeichnungen

### Player of the Series
Als Player of the Series wurden der folgende Spieler ausgezeichnet.
| Serie | Player of the Series |
| ----- | -------------------- |
| ODI   | Rahmanullah Gurbaz   |

### Player of the Match
Als Player of the Match wurden die folgenden Spielerinnen ausgezeichnet.
| Spiel  | Player of the Match |
| ------ | ------------------- |
| 1. ODI | Fazalhaq Farooqi    |
| 2. ODI | Rashid Khan         |
| 3. ODI | Rahmanullah Gurbaz  |